# Buffy postrach wampirów (film)
Buffy postrach wampirów (ang. Buffy The Vampire Slayer) – amerykański film fabularny z 1992 roku o nastolatce powołanej do walki z wampirami. Na kanwie tego filmu powstał serial telewizyjny Buffy postrach wampirów. 
Scenariusz napisał początkujący wówczas scenarzysta Joss Whedon, sam film nakręcił zaś Fran Rubel Kuzui, późniejszy producent seriali Buffy postrach wampirów i Angel.
Nastolatka Buffy, zostaje poinformowana przez tajemniczego mężczyznę, Merricka, iż jest pogromcą wampirów. Początkowo dziewczyna mu nie wierzy, ale dziwne wydarzenia i nowe moce pogromcy – siła fizyczna, sprawność i zdolność wyczuwania wampirów, sprawiają, iż dziewczyna musi swoje powołanie zaakceptować. Jedna z różnic które występują w filmie to owa zdolność, polegająca na tym, iż pogromca odczuwa ból podobny do bólu miesiączkowego, przy pojawieniu się wampirów.
Na podstawie scenariusza filmu napisano komiks Buffy Origin, który nieco modyfikuje przeszłość głównej bohaterki – dostosowuje ją do serialu.

## Obsada
- Kristy Swanson – Buffy
- Donald Sutherland – Merrick Jamison-Smythe
- Paul Reubens – Amilyn
- Rutger Hauer – Lothos
- Luke Perry – Oliver Pike
- Hilary Swank – Kimberly Hannah
- David Arquette – Benny Jacks
- Randall Batinkoff – Jeffrey Kramer

także:
Ben Affleck, Seth Green – scena wycięta, Ricky Dean Logan, Ricki Lake